# Strolch
Strolch (zwerver) is een historisch merk van scooters. Nadat de productie overging naar het Progress Werk bleef de machine nog enige tijd Progress Strolch heten, maar later bleef alleen de naam Progress over.
De bedrijfsnamen waren "Gottlieb Gaßmann, Stuttgart-Untertürkheim" en later "Progress Werk AG Oberkirch".

## Gaßmann Strolch
Gottlieb Gaßmann ontwikkelde de Strolch scooter aan het einde van de jaren veertig en het eerste model kwam in 1950 op de markt. Dit had nog een 75 cc tweetaktmotor die recht onder het zweefzadel zat. Omdat de koellucht door een tunnel naar de motor werd gevoerd, had de machine niet de gebruikelijke vlakke vloer zoals bij de meeste scooters. De motor was duidelijk te licht en al snel werd deze vervangen door een 100 cc Sachs met twee versnellingen. De wielen werden veel kleiner (van 20 naar 16 inch). Het voorwiel was afgeveerd door een kleine geduwde schommelvork met rubberdemping en achter zat een swingarm. In 1952 verscheen een 150cc-versie.

## Progress Strolch
Tijdens de Internationale Fahrrad und Automobilausstellung in Frankfurt van 1952 ontmoette Gaßmann enkele vertegenwoordigers van de firma Progress. Dit leidde tot een overdracht van de productierechten naar dit bedrijf. Progress had sinds 1919 diverse producten gemaakt: aanvankelijk bandenpompen, maar na de Tweede Wereldoorlog ook pannen en hoefijzers. Voor het Franse bezettingsleger produceerde men ca. 300 veldkeukens. Begin jaren vijftig was men op zoek naar nieuwe producten. De Strolch scooters zouden op een aparte locatie in het vlak bij Oberkirch gelegen Stadelhofen worden gemaakt. Het ontwerp werd echter helemaal herzien door Werner Abel. De lijnen werden vloeiender, meer in overeenstemming met de gangbare scootermodellen, en doordat er geforceerde luchtkoeling werd toegepast kon de vloer nu wél vlak worden. De voetschakeling werd uitgevoerd met twee afzonderlijke pedalen. De koplamp was aan de voorvork bevestigd en er was een ovaal gat in de voorkant gemaakt om deze mee te laten draaien met het voorwiel. De kleine schommelvork was vervangen door een Earles voorvork waarvan de bovenste aanhechting van de schokdempers in het spatbord zat. Dat was daardoor vrij groot uitgevallen, omdat ook het voorwiel erin moest kunnen veren. De motor was snel bereikbaar door enkele moeren van het omhulsel los te draaien. De scooter werd nu ook geleverd met een duozadel. In 1954 werd een 175 cc motor ingebouwd en kon ook een startmotor geleverd worden (tot die tijd moest een kickstarter worden gebruikt). De modellen kregen daardoor de toevoeging "KS" (Kick Start) en "ES" (Elektrischer Start).

## Progress
In 1957 werden de modellen opnieuw gemoderniseerd, en verdween ook de naam "Strolch". De scooters werden nu verkocht als "Progress 175" en "Progress 200". Er werd dus ook een 200cc-versie gebouwd. De meedraaiende koplamp was nu verdwenen, het beenschild was platter en daar zat de koplamp ingebouwd. De benzinetank verhuisde van een plaats onder het zadel naar de binnenkant van het beenschild.
Hoewel de productie in 1960 werd beëindigd, was er blijkbaar een behoorlijke overproductie geweest, want de scooters bleven tot in 1963 leverbaar. Progress richtte zich op leveringen van onderdelen voor de auto-industrie en militaire producten. In de jaren negentig ging men zich helemaal op de auto-industrie richten en werd ook een vestiging in Canada geopend. In 2006 werd een fabriek in China geopend.

## Progress Anglian, Briton en Brittannia
De Britse firma Carr Brothers Ltd. in Purley importeerde de Strolch scooters, maar presenteerde in 1955 drie eigen modellen met Villiers motoren: de 175 cc Anglian en de 200 cc Briton en Brittannia. De Brittannia was de enige met een startmotor. De machines weken ook op andere punten af van de Duitse modellen: het ontwerp was iets anders en de carrosserie was van glasfiber gemaakt. Om de productie te kunnen starten werd de bedrijfsnaam veranderd in "Progress Supreme Company Ltd.", maar er kwam nooit een Britse Progress scooter op de markt. Carr Brothers hadden geen toestemming gevraagd aan Progress Werk AG voor dit initiatief.

## Technische gegevens
|                     | Strolch 100                                     | Strolch 150                                     | Progress Strolch 175                            | Progress 175                                    | Progress 200                                    |
| ------------------- | ----------------------------------------------- | ----------------------------------------------- | ----------------------------------------------- | ----------------------------------------------- | ----------------------------------------------- |
| periode             | 1950-1951                                       | 1952-1953                                       | 1954-1956                                       | 1957-1960                                       | 1957-1960                                       |
| motor               | Luchtgekoelde eencilinder tweetaktmotor (Sachs) | Luchtgekoelde eencilinder tweetaktmotor (Sachs) | Luchtgekoelde eencilinder tweetaktmotor (Sachs) | Luchtgekoelde eencilinder tweetaktmotor (Sachs) | Luchtgekoelde eencilinder tweetaktmotor (Sachs) |
| boring              | 48 mm                                           | 57 mm                                           | 62 mm                                           | 62 mm                                           | 66 mm                                           |
| slag                | 54 mm                                           | 58 mm                                           | 58 mm                                           | 58 mm                                           | 58 mm                                           |
| cilinderinhoud      | 97,6 cc                                         | 148 cc                                          | 175,1 cc                                        | 175,1 cc                                        | 198,4 cc                                        |
| max. vermogen       | 3,5 pk bij 4.000 tpm                            | 6,5 pk bij 4.700 tpm                            | 9 pk bij 5.250 tpm                              | 9 pk bij 5.250 tpm                              | 10,2 pk bij 5.250 tpm                           |
| topsnelheid in km/h | 60                                              | 92                                              | 115                                             | 115                                             | 120                                             |
| aandrijving         | ketting                                         | ketting                                         | ketting                                         | ketting                                         | ketting                                         |
| gewicht in kg       | 60                                              | 75                                              | 90                                              | 90                                              | 95                                              |